# Pseudozonitis
Pseudozonitis is een geslacht van kevers uit de familie oliekevers (Meloidae).
Het geslacht is voor het eerst wetenschappelijk beschreven in 1952 door Dillon.

## Soorten
Het geslacht omvat de volgende soorten:
- Pseudozonitis arizonica (Van Dyke, 1929)
- Pseudozonitis brevis Enns, 1956
- Pseudozonitis castaneis Dillon, 1952
- Pseudozonitis impressithorax (Pic, 1927)
- Pseudozonitis labialis Enns, 1956
- Pseudozonitis longicornis (Horn, 1870)
- Pseudozonitis maculicollis (MacSwain, 1951)
- Pseudozonitis martini (Fall, 1907)
- Pseudozonitis megalops (Champion, 1892)
- Pseudozonitis pallidus Dillon, 1952
- Pseudozonitis roseomaculatis Dillon, 1952
- Pseudozonitis schaefferi (Blatchley, 1922)
- Pseudozonitis stroudi Enns, 1956
- Pseudozonitis vaurieae Enns, 1956
- Pseudozonitis vigilans (Fall, 1907)
- Pseudozonitis vittipennis (Horn, 1875)
- Pseudozonitis vogti Dillon, 1952